# Yukon Field Force

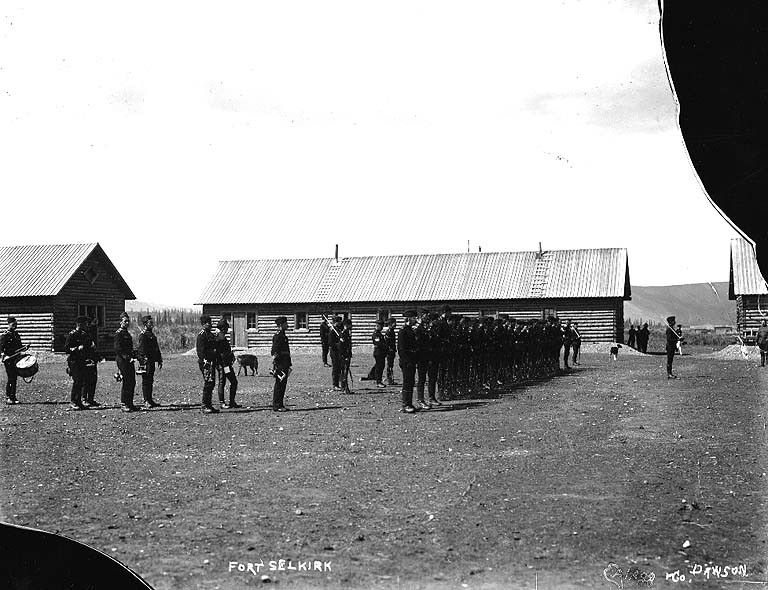
La Yukon Field Force en entraînement au Fort Selkirk vers 1899

La Yukon Field Force, littéralement « force de campagne du Yukon », était une unité de 203 militaires de la Milice active permanente en formation de 1898 à 1900. Les militaires d'unités comprenaient de l'infanterie, de l'artillerie et de la cavalerie et étaient basés au Fort Selkirk avec un détachement à Dawson City afin de supporter le gouvernement canadien et la North West Mounted Police à maintenir la loi et l'ordre durant la ruée vers l'or du Klondike.